# 滋贺县旗
滋贺县旗（日语：／ Shika ken ki）是日本的47面都道府县旗之一。该条目是对滋贺县旗以及滋贺县章（日语：／）的解说。

## 概要
县章于1957年5月3日第138号县告示上通过制定。著作权法规定，于2008年1月1日在公共场合施行。片假名“シ”“ガ”组合成圆形的汉字“和”，内圆则象征了琵琶湖，张开的双翅象征着县的飞跃。
县旗于1968年9月16日在第355号滋贺县告示上通过制定。水色的底色代表了琵琶湖的水面，中央用白色盖上县章。

## 徽记
2001年3月琵琶湖综合保全整备计划（母亲湖21计划）制定了县徽记。主体是琵琶湖的形状，中央用黑色分两行写了“Mother Lake（母亲湖）”，设计简明，也表达了对母亲湖的重视。东京都、鹿儿岛尚未制定徽记旗。